# Turán
Turán of Agria, is een vroegrijpend, blauw druivenras. Turán wordt vaak gebruikt om wijn een donkere kleur te geven. Het is vaak een belangrijke component in de Bikavér. Turán komt voornamelijk voor in de wijngebied Eger. 
Het krijgt hoge suikergehaltes en heeft een redelijke opbrengst. De Turán is ontstaan door een kruising van Bikavér 8 (zelf een kruising van Teinturier en Kadarka) en Gardonyi (kruising van Malbec en Csabagyöngye).